# Муса Сіражі
Сіражетдінов Муса Шарафутдінович (псевдонім — Муса Сіражі; нар. 1 лютого 1939 Тюпкільди, Туймазинськоий район, Башкиркська АРСР — 14 вересня 2019,Туймази, Башкортостан) — башкирський і татарський поет, публіцист, громадський діяч. Член Спілки письменників Республіки Башкортостан. Колишній голова правління Товариства дружби башкирського і татарського народів Башкортостану. Заслужений працівник культури Російської Федерації (2002).

## Біографія
Муса Сіражі (Муса Шарафутдінович Сіражетдінов) народився 1 лютого 1939 року в селі Тюпкільди Туймазинського району БАССР в селянській родині.
Навчався в Кандрінській середній школі № 2, закінчивши яку, працював два роки вчителем.
З 1958 по 1963 рік навчався на філологічному факультеті Башкирського державного університету.
Після закінчення БДУ працював в газеті «Кизил тан», потім редактором Башкирського книжкового видавництва, літературним консультантом в Спілці письменників Республіки Башкортостан. З 1971 по 1973 рік працював викладачем в Башкирському державному університеті.
Писати почав під час навчання в БДУ, друкувався в місцевій пресі. У 1966 році була видана його перша збірка віршів «Зустріч».
Муса Сіражі писав вірші, оповідання, сценарії телевізійних фільмів. Його твори перекладалися на російську, українську, казахську, узбецьку, латиську, німецьку і чуваську мови. На його вірші складаються пісні («Мелодія Ая», «Невідомому солдату», «Уфа — пісня моя», «Очі закохані», «Туга моя — любов», «Лебеді», «Дочка зорі», «Прощальна», «Твоєю любов'ю вічний я», « Баю-бай», «Колискова»).
Відомі його статті про життя і творчість поетів Г. Тукая, М. Джаліле, Ф. Каріме, вченого Газі Кашшафе. Салавату Юлаєву присвячена його поема «Поклик вершин».
В останні роки трудової діяльності очолював об'єднання татарських письменників при Спілці письменників РБ. Був першим головою секції татарських письменників (пізніше — об'єднання), створеної при Союзі.

## Нагороди та звання
- Голова ради Республіканського татарського культурного центру.
- Голова правління Товариства дружби башкирського і татарського народів БАССР.
- Член Громадської ради при Президентові Республіки Башкортостан.
- Заслужений працівник культури Російської Федерації (15 квітня 2002 року) — за заслуги в області культури і багаторічну плідну працю[2].
- Заслужений працівник культури Республіки Башкортостан.
- Лауреат премії ім. Ф. Каріма.

## Твори
1. Дружба; Вчися моя душа; Рідному Башкортостану [Текст]: [вірші] / Муса Сіражі; переклад Ю. Даля // Респ. Башкортостан. — 2004.
2. Поклик вершин: [уривок з поеми] Муса Сіражі // Витоки. — 2002. — № 27.
3. Як ми вигнали мороз; Батир чи наш Батир?; Кіт з дзвіночком; Братик малює; Лийся дощик; Оселився в парку лев / Муса Сіражі; переклад з башк. Р. Паля // Бельск.простори. — 2000. — № 1.
4. Матір; Поки можу любити [Текст]: [вірші] //Бельск.простори. — 2003. — № 2.
5. Вчися моя душа. Правду сьогодні скажи …: [вірші] // Дастан про Башкортостан. — Уфа, 1997. — С. 207—209.
6. Вчися моя душа; Зоряний посів; Правду сьогодні скажи …; Жага [Текст]: [вірші] // Антологія поезії Башкортостану. Голоси століть. — Уфа: Кітап, 2007. — С. 298—299.
7. Осрашиу: шіғирзар. — Өфө: Башk. кітап нәшр., 1966.
8. Ким көслөрәк? — Өфө: Башkорт. кітап нәшр., 1977.
9. Ер язмиши. Шіғирзар, йирзар, поема. — Өфө: Башk. кітап. нәшр., 1984.
10. Мін зур інде. Шіғирзар. — Өфө: Башkорт.кітап нәшр., 1986.

## Нариси, публіцистичні статті
- Пісенний трек [Текст]: [75 років від дня народження письменника Г. Байбуріна] / Муса Сіражі // Надія. — 2000. — 9 березня.
- Коли думаєш про пісню … [Текст] // Червоний світанок. — 2000. — 19 квітня.
- Розбите серце — Вічні серця: [комп. А.Даутов] / Муса Сіражі // Надія. — 2000. — 10 червня.
- Дзеркало дня: XIII з'їзд головних письменників. [Текст] / Муса Сіражі // Агізель. — 2000. — No 5. — С. 131—133.
- Газі — найближчий друг Кашшафа-Джаліля [Текст] / Муса Сіражі // Надія. — 2000. — 15 червня.
- Ви жили зі своїми людьми, спалювали разом, жили разом [Текст]: [Баш. народний поет М. Гафурі 120 років] / Муса Сіраджі // Червона світанка. — 2000. — 2 серпня.
- Наша сила в єдності, у мирі [Текст] / Муса Сіражі // Червоний світанок. — 2000. — 24 серпня.
- Щасливе дзеркало [Текст] / Муса Сіражі // Агізель. — 2000. — No 5. — С. 131—133.
- Потоки життя — спалахи життя [Текст]: [Народний письменник Татарстану Г. Баширова, 100 років від дня народження] / Муса Сіражі // Червоний світанок. — 2001. — 13 березня.
- Нехай ваші фонтани радості завжди б'ють! [Текст]: [Письменнику Хабіру Даутівці 65 років] / Муса Сіражі // Червоний світанок. — 2001. — 5 червня.
- Уфа — У 21 столітті [Текст] / Муса Сіражі // Надія — 2001. — 11 червня.
- Імена завжди в мові, а предмети в серці [Текст]: [Пам'ять. 60 років від початку війни] / Муса Сіражі // Червоний світанок. — 2001. — 20 червня.
- Твої пісні ніколи не забудуть тебе, мій близький друже, мій відомий друже [Текст]: [Пам'яті З.Мамалімова] / Муса Сіражі // Червоний світанок. — 2001. — 18 серпня.
- Тукай. Весна. Вічна школа [Текст] / Муса Сіражі // Надія. — 2002. — 25 квітня.
- Спільне призначення, спільні долі [Текст]: [Башкир. Стаття, присвячена II з'їзду татар] / Муса Сіражі // Червоний світанок. — 2002. — 2 серпня.
- Я назавжди твій, моя школа! [Текст]: [Чувалкіпська середня школа. — 50 років] / Муса Сіражі // Червоний світанок. — 2002. — 1 листопада.
- Моє серце в тобі, Башкортостан [Текст]: [думки поета] / Муса Сіражі / Надія. — 2002. — 10 жовтня.
- Успадковується майбутнім поколінням [Текст]: [спогади про війну] / Муса Сіражі // Червоний світанок. — 2003. — 8 травня.
- Молодість [Текст]: [письменник Т. Ахунзянівці, 80 років] / Муса Сіражі // Надія. — 2003. — 13 вересня.
- Цінуйте братство [Текст]: [Республіканський культурний центр — 10 років] / Муса Сіражі // Червоний світанок. — 2004. — 10 серпня.
- Глибокі корені спорідненості [Текст]: [10 років Республіканському центру татарської культури; інтерв'ю / Г. Басирова взяла інтерв'ю] // Надія. — 2004. — 2 вересня.
- Справжні крила — справжній талант [Текст]: [балерина Г.Сулейманова] / Муса Сіражі // Червоний світанок. — 2004. — 3 вересня.
- Шлях терористів — крізь нейтралітет [Текст] / Муса Сіражі // Червоний світанок. — 2004. — 14 жовтня.
- «Моя вічна душа, моя» [Текст]: публіцистичний пост / Муса Сіражі // Червоний світанок. — 2005. — 26 травня.
- Долі, написані в серцях [Текст]: [Жовтень Валітов] / Муса Сіражі // Червоний світанок. — 2005. — 22 вересня.
- З днем народження, мені пощастило! [Текст] / Муса Сіражі // Червоний світанок. — 2005. — 11 листопада.
- «Як мати, ми близнюки, у нас є спільна думка» [Текст] / Муса Сіражі // Червоний світанок. — 2006. — 9 червня.
- Душа малює, кров тягне, тому наші друзі ростуть [Текст]: [4 листопада — День народного єднання] // Червоний світанок — 2006. — 4 листопада